# Porto Seguro
Porto Seguro là một đô thị thuộc bang Bahia, Brasil. Đô thị này có diện tích 2408,6 km², dân số năm 2007 là 140692 người, mật độ 58,2 người/km².